# Ballet Shoes (película)
Ballet Shoes es una película para televisión basada en la novela de Noel Streatfeild Ballet Shoes, adaptada por Heidi Thomas. La película se estrenó el 26 de diciembre de 2007 (Boxing Day en el Reino Unido) por la BBC One. 
Esta es una versión de Ballet Shoes que no debe confundirse con la anterior adaptación de la BBC igual llamada Ballet Shoes, realizada en 1975 y dirigida por Timothy Combe.

## Trama
La historia se desarrolla en Londres en el año 1930. La historia trata la vida de tres niñas huérfanas, Pauline (Emma Watson), Petrova y Posy Fossil, las cuales son adoptadas por un excéntrico explorador llamado "profesor Gum". Las niñas ven una oportunidad de cumplir sus sueños que no piensan desaprovechar: Pauline quiere ser actriz, Petrova aviadora y Posy bailarina. Pero todo cambia cuando Gum desaparece, abandonando a las jóvenes a su suerte y dejándolas sin dinero para poder sobrevivir.

## Elenco
| Actor o actriz    | Personaje               |
| ----------------- | ----------------------- |
| Emilia Fox        | Sylvia Brown            |
| Victoria Wood     | Nana                    |
| Emma Watson       | Pauline Fossil          |
| Lucy Boynton      | Posy Fossil             |
| Yasmin Paige      | Petrova Fossil          |
| Richard Griffiths | Tío Matthew (Gum)       |
| Marc Warren       | Mr. Simpson             |
| Lucy Cohu         | Theo Danes              |
| Harriet Walter    | Dr. Smith               |
| Gemma Jones       | Dr. Jakes               |
| Eileen Atkins     | Madame Fidolia          |
| Heather Nicol     | Winifred Bagnall        |
| Mary Stockley     | Miss Jay                |
| Peter Bowles      | Sir Donald Houghton     |
| Skye Bennett      | Sylvia Brown (de joven) |
| Don Gallagher     | Mr French               |

- Datos: Q1129480